# Горње Седларце
Горње Седларце (мкд. Горно Седларце) је насеље у Северној Македонији, у северозападном делу државе. Горње Седларце припада општини Боговиње.

## Географија
Насеље Горње Седларце је смештено у северозападном делу Северне Македоније. Од најближег већег града, Тетова, насеље је удаљено 6 km јужно.
Горње Седларце се налази у горњем делу историјске области Полог. Насеље је положено у средишњем делу Полошког поља. Око насеља се пружа плодно поље, а пар километара западно се издиже Шар-планина. Надморска висина насеља је приближно 470 метара.
Клима у насељу је умерено континентална.

## Становништво
Горње Седларце је према последњем попису из 2021. године имало 1.521 становника.
| Национални састав према попису из 2021.‍ | Национални састав према попису из 2021.‍ | Национални састав према попису из 2021.‍ | Национални састав према попису из 2021.‍ | Национални састав према попису из 2021.‍ |
| --------------------------------------- | --------------------------------------- | --------------------------------------- | --------------------------------------- | --------------------------------------- |
|                                         |                                         |                                         |                                         |                                         |
| Албанци                                 | Албанци                                 |                                         | 1.482                                   | 97,4%                                   |
| непописани                              | непописани                              |                                         | 36                                      | 2,4%                                    |

Већинска вероисповест је ислам.